# Carl von der Heide

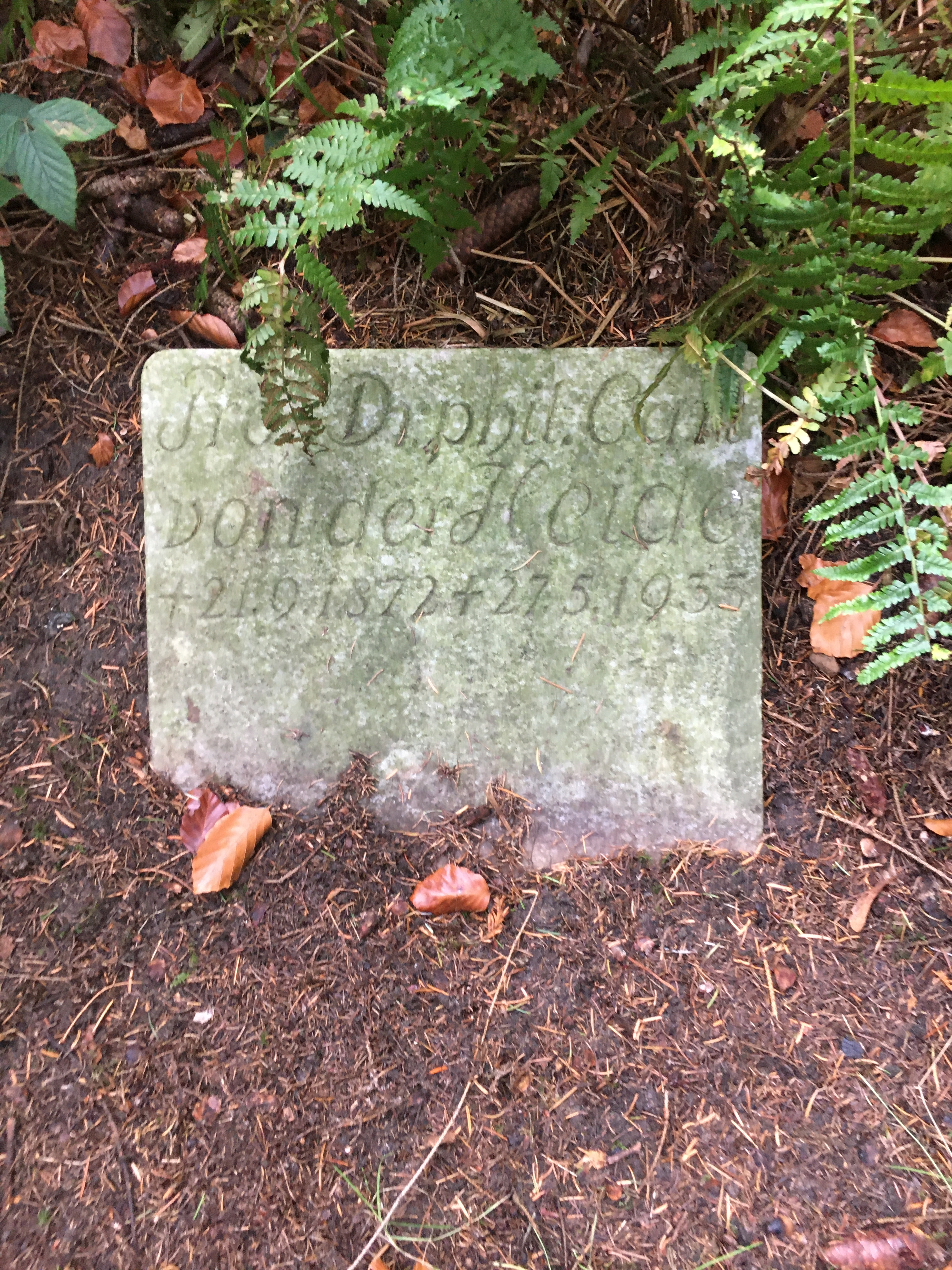
Grabstätte Carl von der Heide auf dem Friedhof Ohlsdorf

Carl Friedrich Albert Richard von der Heide (* 21. September 1872 in Diepertsbuch; † 27. Mai 1935 in Hamburg) war ein deutscher Chemiker und Mathematiker.

## Leben
Carl von der Heide studierte Chemie und Mathematik an der Ludwig-Maximilians-Universität München und arbeitete ab 1893 als Assistent im chemischen Labor der Bayerischen Akademie der Wissenschaften. 1897 wurde er promoviert, im darauffolgenden Jahr nahm er eine Stelle als wissenschaftlicher Assistent an der Landwirtschaftlichen Hochschule Berlin an. 1905 folgte von der Heides Habilitation, im selben Jahr trat er die Nachfolge von Karl Windisch als Leiter der Weinchemischen Versuchsstation an der damaligen Königlichen Lehranstalt für Obst- und Weinbau zu Geisenheim an. Hier war er 30 Jahre bis zu seinem Tod tätig.
Fachgebiet von der Heides waren chemische Analysen. Gemeinsam mit Wilhelm Italo Baragiola (1879–1928) erarbeitete er 1911 eine Bilanzierung der Weininhaltsstoffe, 1923 folgten Berechnungen über die gebundenen organischen Säuren im Wein. Von der Heide arbeitete an Verbesserungen von Analysemethoden, hielt entsprechende Vorlesungen und publizierte seine Ergebnisse. Viele Jahre saß er bis zu seinem Tod im Reichsausschuss für Weinforschung.
Carl von der Heide war zweimal verheiratet. Aus seiner von 1902 bis 1922 dauernden Ehe mit Erna Blumenbach gingen vier Söhne und eine Tochter hervor. Seine zweite Ehe, die er 1927 mit Ella Schick einging, blieb kinderlos. Von der Heide verstarb 62-jährig in Hamburg und wurde auf dem dortigen Friedhof Ohlsdorf beigesetzt. Die Grabstelle im Planquadrat U 20 östlich von Kapelle 2 ist heute verwaist. 

## Veröffentlichungen
- 1920: Über einen Saalewein des Jahrganges 1687, Verlag J. D. Reuter, Mainz (mit Karl Kroemer und Friedrich von Bassermann-Jordan)
- 1922: Max Barth: Die Obstweinbereitung mit besonderer Berücksichtigung der Beerenobstweine, Verlag Eugen Ulmer, Stuttgart (überarbeitet von Carl von der Heide)
- 1922:  Der Wein: Weinbau und Weinbereitung, Chemie und Untersuchung des Weines, Vieweg Verlag, Braunschweig
- 1927: August Wilhelm von Babo: Handbuch des Weinbaues und der Kellerwirtschaft, Verlag Pary, Berlin (Mitarbeit Carl von der Heide, W. Biermann, Richard Meißner und Franz Muth)
- 1930: Julius Neßler: Die Bereitung, Pflege und Untersuchung des Weines, Verlag Eugen Ulmer, Stuttgart (Neubearbeitung durch Carl von der Heide)